# Wünschet Jerusalem Glück, BWV Anh. 4
Wünschet Jerusalem Glück (BWV Anhang 4) ist eine verschollene geistliche Kantate von Johann Sebastian Bach, die er in Leipzig komponierte und am 27. August 1725 dort anlässlich des Ratswechsels aufführte. Der Text dieser Bachkantate stammt von Christian Friedrich Henrici (auch Picander genannt), die Musik ist verloren gegangen. Eine weitere Aufführung fand am 28. August 1741 ebenfalls in Leipzig statt.
Der Eingangssatz und beide Arien der Kantate Wünschet Jerusalem Glück, BWV Anh. 4a sind vermutlich Parodien dieser Kantate.
Der erste Satz stammt aus dem Buch der Psalmen (Psalmen 122, 6–7 ), die erste Strophe des siebten Satzes von Martin Luther.